# Nataša Kandić
Nataša Kandić (alfabeto cirílico serbio: Наташа Кандић, nacida en 1946) es una abogada, socióloga y activista de derechos humanos serbia. Fue una de las primeras voces que se alzó en la antigua Yugoslavia para denunciar un régimen que negaba derechos fundamentales y conducía al totalitarismo.
Fue fundadora y directora ejecutiva del Centro del Derecho Humanitario (HLC), una organización creada en 1992 en favor de la defensa de los derechos humanos y la reconciliación a la antigua Yugoslavia, centrándose en el papel serbio en el conflicto. La investigación del HLC fue clave para los procesos de delitos de guerra del Tribunal Penal Internacional para la antigua Yugoslavia (ICTY), en particular un vídeo que implicaba a fuerzas militares serbias en la matanza de Srebrenica. Es también miembro del grupo pacifista Mujeres de Negro en Belgrado.
Ha ganado numerosos premios internacionales por su trabajo en derechos humanos (el premio Observador Objetivo de Amnistía Internacional, entre otros). Es una figura controvertida en Serbia, donde ha sido objeto de una demanda de difamación por parte del expresidente de Serbia Tomislav Nikolić.

## Centro del Derecho Humanitario
Licenciada en derecho y sociología por la Universidad de Belgrado Kandić es socióloga de formación. El 1992 fue fundadora y directora ejecutiva del Centro del Derecho Humanitario en Belgrado, una organización de derechos humanos que ha sido reconocida por sus investigaciones sistemáticas e imparciales de abusos contra los derechos humanos. Desde el inicio de las guerras yugoslavas a principios de los noventa, ha documentado y protestado contra los crímenes de guerra cometidos entre 1991 y 1999, incluidas la tortura, violación y asesinato. Según Businessweek, su trabajo despertó el odio de los compañeros serbios y líderes militares de toda la región y ganó la admiración de los defensores de los derechos humanos en todo el mundo.
Durante la Guerra de Kosovo recorrió Serbia y proporcionó información al mundo exterior sobre las violaciones de derechos humanos cometidos por grupos policiales y paramilitares. Fue una de las pocas activistas de derechos serbias que continuó investigando la crisis de Kosovo después del asesinato de Slavko Curuvija y en colaborar con activistas albaneses étnicos. Ella y su personal recibieron amenazas anónimas por su trabajo, y su oficina fue pintada con espray con una esvástica y el mensaje "espias de la OTAN".
En diciembre de 1999 el abogado de HLC, Teki Bokshi, fue arrestado en Kosovo por la policía serbia, con la protesta de la HLC y del enviado de las Naciones Unidas.
Las pruebas que recogió fueron utilizadas más tarde en la preparación de acusaciones por parte del Tribunal Penal Internacional para la antigua Yugoslavia a La Haya. Proporcionó un vídeo en qué paramilitares serbios de Bosnia ejecutaban a seis prisioneros musulmanes bosnios cerca de Trnovo, utilizado como prueba del papel de Serbia en la matanza de Srebrenica, donde murieron 7.500 hombres y menores bosnios. Kandić había localizado una copia de la cinta, originalmente hecha por los mismos paramilitares, de un hombre de Šid, que se la proporcionó con la única condición que no lo enseñara hasta que no hubiera salido del país con seguridad. Los extractos de la cinta fueron mostrados más tarde a las televisiones serbia y bosnia. The Guardian describió la cinta como una "pistola humeante", "la prueba final e incontrovertible de la participación de Serbia en las masacres de Srebrenica" mientras que The New York Times calificó la aparición de la cinta a la televisión serbia como un momento de "cascada" para el país. Kandić criticó un juicio el 2007 en Serbia en que el presidente del tribunal había descrito el crimen como "matar seis hombres de origen musulmán", de los cuales "no estaba claro si venían de Srebrenica". Kandić dijo: "Esta sentencia envía un mensaje muy peligroso", indicando además: "Tanto desde el punto de vista de la moral como de los hechos, esto no es justicia".
El 2003, criticó el despliegue de tropas serbias en Afganistán, afirmando que el ejército primero tiene que reformarse y acabar los juicios por crímenes de guerra.
El 2004 contribuyó a la exposición del periodista norteamericano Jack Kelley, un reportero de USA Today que se ha descubierto que había fabricado historias importantes, cuando disputó su relato que la utilizaba como fuente de una historia de primera página de julio de 1999 en una orden del Ejército Yugoslavo para "limpiar" un pueblo en Kosovo.

## Incidente de la plaza de la República de 2003
El 2003 Kandić asistió a una manifestación de protesta celebrada el Día Internacional de las Víctimas de Desapariciones Forzadas en la plaza de la República (Belgrado), contra la falta de información sobre serbios de Kosovo desaparecidos desde el conflicto de 1999. Fue confrontada e insultada repetidamente por otros asistentes que le llamaron "traidora", después de que Nikola Popović, una anciana refugiada serbia de Kosovo, la confrontó directamente, le dio una abofeteó y le llamó la atención. Los policías presentes la apartaron a un lado y le pidieron los documentos; protestó diciendo que a quien tenían que reclamar identificación era a las otras personas. Después, la policía la acusó de comportamiento violento en público y de desobedecer las órdenes policiales.
La organización que representaba a los refugiados serbios también presentó cargos. Ella justificó su acto afirmando que tenía que "defenderse del patriotismo serbio". En julio de 2005, el primer tribunal municipal de Belgrado desestimó la demanda privada contra Kandić. Los asistentes tildaron al juez presidente de "serbio traidor".

## Demanda de difamación
Kandić fue declarada culpable por cargos de difamación en febrero de 2009 después de que declarara el 2006 que Tomislav Nikolić había asesinado a personas de edad avanzada en Croacia durante la guerra. Fue multada con 200.000 dinares serbias (alrededor de 2.000 euros en aquel momento). La organización internacional de los derechos humanos Front Line condenó los cargos como "parte de una campaña dirigida a estigmatizar a los defensores de los derechos humanos y a las organizaciones de derechos humanos que operan en Serbia, marcándolos como enemigos del país", y Human Rights Watch consideró el caso como un ejemplo de leyes de difamación criminal usadas como "una herramienta para silenciar las críticas de los derechos humanos." Los cargos fueron anulados más tarde en una apelación por el Tribunal de Distrito de Belgrado.

## Reconocimiento internacional
Kandić ha recibido más de 20 premios internacionales, regionales y nacionales de derechos humanos. El 2000 ganó el premio Martin Ennals para Defensores de los Derechos Humanos, concedido conjuntamente por Amnistía Internacional, Diakonia, Human Rights Watch, HURIDOCS , Alerta Internacional, Comisión Internacional de Juristas, International Federation of Human Rights, Servicio internacional para derechos humanos y Organización Mundial Contra la Tortura, concedido anualmente a un individuo o una organización que ha mostrado un valor excepcional en la lucha contra las violaciones de los derechos humanos.
En 2001 fue investida Doctora Honoris Causa por la Universidad de Valencia.
En 2003 fue considerada por la revista Time cómo uno de sus 36 personas heroicas europeas del año 2003, y nuevamente apareció como Heroína Europea Time en 2006. En 2004 la ONG checa Gente con Necesidad galardonó a Kandić y la HLC con su Premio Homo Homini, presentado por Václav Havel.
En 2005 fue proclamada ciudadana honoraria de Sarajevo, y la revista Slobodna Bosna la nombró Persona del Año en Bosnia y Herzegovina. En septiembre de 2006, Kandić fue nombrada para la Orden Danica Hrvatska, otorgada por el presidente de Croacia a personas que han contribuido significativamente al avance de los valores morales.
Sus premios incluyen los siguientes:
- Premio Human Rights Watch (1993)[17]
- Premio Estados Unidos y Unión Europea de la Democracia y la Sociedad Civil (1998)
- Premio Martin Ennals por Defensores de los Derechos Humanos (1999)
- Premio del Comité de Abogados por los Derechos Humanos (1999)
- Premio de la Fundación Nacional por la Democracia (2000)
- Geuzenpenning (2000)[18]
- Premio Roger E. Joseph  (2000), dado por el Hebrew Union College–Jewish Institute of Religion[19]
- Premio al Coraje Civil (2000)[20]
- Doctora honoris causa por la Universitat de València (2001)[21]
- Premio Rule of Law del American Bar Association  (2003)
- European Heroes Award, Time Magazine (2003)
- Premio Homo Homini - Gente con Necesidad (2003)
- Ciudadana honorària de Sarajevo (4 de octubre de 2005)
- Orden Danica Hrvatska (2006)
- Premio Anual de Civil Rights Defenders (2013)[22]
- Premio Internacional Hrant Dink (2013)
- Harta e artë e Kosovës (2018)[23]